# Margaretha von Waldeck
Margaretha von Waldeck, född 1533, död 1554, var en tysk adelskvinna som har utpekats som en förebild för sagan om Snövit. 
Hon var dotter till greve Philip IV von Waldeck-Wildungen (1493–1574) och hans första hustru Margaret Cirksena (1500–1537). Efter hennes mors död gifte fadern 1539 om sig med Katharina von Hatzfeldt (1510–1546), som omtalas som en sträng styvmor. Margaretha von Waldeck beskrivs som en skönhet. Hennes far sände 1549 henne till regenten Maria av Ungern i Bryssel. 
Under hennes tid vid hovet i Bryssel ska hon ha blivit uppvaktad av flera personer, bland dem den senare Filip II.
Hon led av dålig hälsa och avled ogift vid hovet 1554. Det gick rykten om att hon avled efter att ha blivit förgiftad. 
Eckhard Sander föreslog på 1990-talet att hon var förebild för Snövit. Han grundade det på det faktum att Margaretha von Waldeck beskrevs som en skönhet som behandlades illa av sin styvmor och möjligen avled av förgiftning. Hennes far ägde dessutom gruvor med barnarbetare, som Sander föreslog vara förebilder för dvärgarna. Teorin fick dock inget stöd av folklorister och historiker, som betraktar sagan som betydligt äldre än 1500-talet.